# Légende du roi Cépérou
Cépérou, né et mort en Guyane, est un chef amérindien du clan des Kali'na (Garibis, Karibs) ayant vécu au XVIIe siècle. Le fort Cépérou qui se situe à Cayenne, a été nommé en son honneur.

## Récit légendaire
Selon un récit plus ou moins légendaire, au XVIIe siècle, le roi Cépérou, chef du clan des Galibis dont les terres s'étendaient de l'Orénoque jusqu'aux rives de l'Amazone, aurait eu un fils du nom de Caïenne (ou Cayenne). 
Ce prince serait tombé passionnément  amoureux d'une princesse nommée Bélem, fille d'un autre grand roi du Brésil. 
Pour la séduire, il aurait fait appel au piaye (chaman, sorcier) Montabo, grâce à qui Caïenne aurait franchi cette grande rivière aux eaux tumultueuses, monté sur un taureau. 
Il aurait ainsi pu rejoindre l'élue de son cœur afin de l'épouser. 
Pour le récompenser, le roi Cépérou aurait décidé que le village au pied de la colline sur laquelle il vivait s’appellerait désormais Cayenne, la butte dominant la ville prenant son nom,.
En dehors du mythe fondateur, si l'existence de ce chef amérindien est aujourd'hui attestée, l'établissement de sa descendance - dont certains, comme l'auteur Pierre Mettéraud se sont réclamés - pose encore problème.
Selon Catherine Le Pelletier, « il n’y a aujourd’hui aucun élément tangible nous permettant de savoir qui était véritablement Cépérou, quelles étaient ses attaches familiales, communautaires, sociétales ». 
En revanche, trois localités voisines portent actuellement les noms des personnages principaux de la légende : la ville principale de la Guyane française s'appelle bien-sûr « Cayenne » et l'un de ses principaux quartiers se nomme « Montabo ». 
Juste de l'autre côté de la frontière brésilienne se dresse la ville de « Bélem ».
En introduction de leur colloque de 2001, les historiens de la Caraïbe estiment que cette légende « suggère la communauté culturelle existant de l'Orénoque à l'Amazone et rappelle que le site de Cayenne, comme bien d'autres dans le Nouveau Monde, fut d'abord occupé par les Amérindiens ».

## Histoire
En arrivant en Guyane l'explorateur Charles Poncet de Brétigny de la Compagnie de Rouen débarque sur le site de Cayenne et choisit une butte avec une bonne visibilité. 
En 1643, les Français en font l’acquisition auprès de Cépérou, le chef du clan amérindien.
Poncet décide d'y bâtir un fort et de s'y s’installer avec ses hommes. 
Jusqu'à alors, les tentatives des Français pour coloniser le territoire avaient viré à l'échec en raison de l'hostilité des tribus amérindiennes. 
Mais les négociations engagées avec le chef amérindien Cépérou conduisent à l'installation de la ville. 
Cependant, Cayenne sera détruite plusieurs fois par les Amérindiens qui « se révoltent contre le rapt de leurs femmes et les tentatives des Français de les mettre en esclavage ». 
Des rapprochements entre Cépérou et le chef des Tupi, Braziu, ont également lieu et laissent supposer qu'une confédération tribale se forme temporairement.
La première ligne défensive, construite par Charles Poncet de Brétigny, pour protéger les quelques habitations sommaires qui ont été installées, est édifiée sur la colline Cépérou, et prend le nom éponyme de « fort Cépérou ». 
Il fait l'objet de multiples combats armés, notamment avec les forces hollandaises qui occupent le Suriname voisin. 
Les vestiges de cette ancienne place forte sont encore visitables aujourd'hui à Cayenne.